# شهرستان بلترامی (مینه‌سوتا)
شهرستان بلترامی، مینه‌سوتا (به انگلیسی: Beltrami County, Minnesota) شهرستانی در ایالات متحده آمریکا است که در مینه‌سوتا واقع شده‌است.